# 草刈正雄
草刈 正雄（くさかり まさお、1952年〈昭和27年〉9月5日 - ）は、日本の俳優、モデル、歌手、司会者、タレント。
福岡県京築地域（現：行橋市）生まれ、同県小倉市（現：北九州市小倉北区）昭和町出身。身長185cm、血液型はO型。左利き。自身の個人事務所であるバービィオフィス所属。

## 経歴
1969年、17歳で上京し、1970年にCMディレクター・杉山登志に起用される形で資生堂専属モデルとなった。MG5のCMで団次郎の弟分としてデビューし、すぐに売れっ子モデルとなる。デビュー当初から甘いルックスと軽快な語り口で人気を得て、1971年～1973年には音楽番組『資生堂・サンデーヒットパレード』で、和田アキ子・大石吾朗と共に司会も担当
2年余りのファッションモデルを務めた後、1973年のドラマ『トリプル捜査線』（フジテレビ系）で俳優へ転向した。1974年に東宝の専属となり、『卑弥呼』で映画デビューを果たす。同年映画『沖田総司』では明るく野性味にあふれる新たな沖田総司像を表現し、製作者協会新人賞を受賞。1975年にはエランドール賞・新人賞を受賞。
1976年には大河ドラマ『風と雲と虹と』に出演、大河ドラマ初出演となった。1977年のテレビドラマ『華麗なる刑事』でロサンゼルス帰りの凄腕刑事という主人公に扮し、同ドラマでは挿入歌『センチメンタル・シティー』も歌い、オリコン年間77位のヒットとなった。20代半ばで人気は絶頂となり、また同年にはマルベル堂のプロマイド年間ランキング俳優部門1位を獲得した。
1980年、角川春樹事務所が20億円もの制作費をかけ、7か月間の海外ロケを敢行した大作映画『復活の日』の主役に抜擢。以降、1982年の映画『汚れた英雄』、テレビドラマ『華麗なる刑事』・『プロハンター』（1981年）などのダンディな正統派二枚目から、『十字路』での軽妙でコミカルなキャラクター、1985年のドラマ『真田太平記』では名将・真田幸村と、さまざまな役柄で主役を演じた。また、1984年に『ドラキュラ その愛』で舞台に初挑戦し、以降舞台作品にも積極的に出演する。
私生活では、1988年に元モデルの大塚悦子と結婚。
1990年代以降は大河ドラマ『花の乱』（1994年）で悪役を好演したこともあり、名脇役として活躍し始める。『毛利元就』（1997年）、『古畑任三郎』（1996年1月24日放送のゲスト・フジテレビ系）などで悪役を演じた他、『南くんの恋人』（1994年・テレビ朝日系）・『イグアナの娘』（1996年・テレビ朝日）でのヒロインの父親役など、脇に周りつつも新たな境地を開拓し、演技の幅を広げている。
2016年のNHK大河ドラマ『真田丸』で真田昌幸役をユーモアたっぷりに演じて反響を呼び、作中の「おのおの方、抜かりなく」という台詞も話題になった。同作で俳優として人気が再燃したことから、2017年に『真田丸』からの写真などを盛り込んだ、初の写真集『草刈正雄ファーストフォトブック』が発売された。
2017年、上田市の観光プレジデントに就任。
2018年、出身地である北九州市の市制55周年アンバサダーに就任。
2019年NHKの朝ドラ『なつぞら』に出演し、ヒロインに大きな影響を与えるキャラクターを演じ、その演技が感動と話題を集めた。
2023年8月放送のドキュメンタリー番組『ファミリーヒストリー』（NHK総合）で草刈のルーツをたどる内容が大反響を呼んだ。同年12月29日には、続編となる『ファミリーヒストリー特別編～アメリカへ 決意の旅路～』が放送された。

## エピソード

### 生い立ち
父親はアメリカ合衆国ノースカロライナ州出身で、福岡県築上郡八津田村（現在の築上町）の築城基地に派遣されていた米軍兵のロバート・H・トーラー（Robert Hunter Tolar）（1930年 - 2013年）。母親は同県京都郡行橋町（現在の行橋市）でバス車掌として働いていた草刈スエ子（1932年 - 2010年）。ロバートは帰国し、スエ子は小倉市（現在の北九州市小倉北区）へ移り正雄を育てた。
子供時代は「バービー」という愛称で呼ばれていたが、やんちゃな性格だった。スエ子から“人の道を踏み外さないように”と、父親がいないこともあって人一倍厳しく育てられた。
貧しい家計を少しでも楽にしようと、小学生より新聞配達と牛乳配達の仕事を掛け持ちして登校した。少年時代は小倉・昭和町、北九州市立中島小学校界隈で過ごし、小倉祇園太鼓にも参加、また母が好きだったこともあり、東映の時代劇映画を頻繁に見ていたという。
中学卒業後は世界文化社の代理店で本のセールス、小倉の文具店の配達員などで働きながら福岡県立小倉西高等学校の定時制に通った。同校では、軟式野球部のピッチャーとして全国大会に出場している。アルバイト先のスナックのマスターが「正雄は見てくれがいいから、モデルになったほうが稼げるかもしれないよ」と、東京のモデル事務所を紹介された。後日福岡市で開催されたファッションショーをたまたま観に行った際スカウトされ、17歳で上京して東京都立青山高等学校定時制に転校し、卒業。モデル業を始めたのも、更にはスカウトされ上京したのも、全ては金のため、経済的困窮から抜け出すためだったという。福岡時代はアルバイトなどで月給1万9千円だった収入は、上京後月5万円に増えたという。上京後約2年で地元から母スエ子を東京に呼び寄せた。

### 俳優として
1973年の俳優転向から間もないある日高崎市で車を運転中に人身事故を起こし、自責の念にかられて自らの意思で芸能活動を中止していた時期がある。事故当時出演していたテレビの仕事などを全て降板し、そのまま高崎市へ引っ越して被害者の入院先の病院へ日参する生活を送った。その後被害者家族から俳優復帰を促されると、この話を人づてに耳にした篠田正浩監督から「映画『卑弥呼』に出演しないか？」と手を差し伸べられたことで仕事を再開した。
俳優としての転機は、千葉真一と共演した1978年のテレビドラマ『十字路』だった。おしゃべりで朗らかなセールスマンを演じた草刈はコメディに目覚め、「自分で“ちょっとズッコケた感じ”を作るのが楽しくなった」と語っている。
1980年の映画『復活の日』の出演後ぐらいから、意図せず周りから天狗になっていると思われたのか、映画やテレビの仕事が激減した。仕事にどう向き合うか悩んでいたある日、先輩女優・若尾文子から「あなたは身長も高いし、見映えするから舞台をやったらいいわよ」と助言された。当時本人は、観客の生の反響を受ける舞台に怖さを感じて避けていたが、この助言が舞台作品に出演するきっかけとなった。そうして出演した『ドラキュラ その愛』の舞台が楽しかったことから役者としての意欲を取り戻し、仕事の依頼も増えていったという。
60代の頃、脚本家・三谷幸喜から「喜劇に挑戦しませんか？」と誘われ、舞台『君となら〜Nobody Else But You』に出演。本人は後に、「自分の中に眠っていたコミカルな表現力を、三谷さんに引き出して頂いて、役者人生最大の転機だったと思います」と評している。これがきっかけで、三谷脚本の2016年の大河ドラマ『真田丸』の出演に繋がり、真田昌幸役を演じるにあたり、三谷からは「（過去の別作品で同役を演じた）丹波哲郎さんを超えましょう」と言われた。草刈は真田昌幸の役を丹波から預かったように感じ、また時折丹波がスタジオに来て、「よくやってるじゃないか。」と言われたように感じたと話した。
『真田太平記』で昌幸を演じた丹波哲郎は共演にあたり、信幸を演じた渡瀬恒彦と幸村を演じた草刈に日本刀をプレゼントされ一振りずつ所有することで演じる上でも親子兄弟の絆の証としたが、『真田丸』では草刈が丹波を倣い模造刀を拵え、信幸を演じた大泉洋と信繁を演じた堺雅人に一振りずつ共有している。

## 人物
- 1977年のテレビドラマ『華麗なる刑事』で共演したモデルの大塚悦子と9年の交際の後、1988年12月31日に結婚。1男2女の父となる。映画『汚れた英雄』でライバル役で共演した勝野洋と飲んでいるとき、勝野に結婚を勧められ、その場で電話でプロポーズし翌日婚姻届を提出した。婚姻届の保証人は勝野だった。勝野とはモデル時代から40年来の親友で「（勝野の）顔かたちがとにかく理想で大好き、話してみると中身も誠実そのものであこがれた」とのこと[30]。また、もう一人の親友として俳優の諏訪太朗を挙げている[31][32]。
- 長女（第1子）の紅蘭はパーソナルトレーナーとしてブロスキーに所属。次女（第3子）の草刈麻有はかつてはプロダクション尾木に所属しており、現在はフリーランスで芸能活動を行っている。また、2007年の草刈の主演映画『0093 女王陛下の草刈正雄』では、麻有と共演した。長男（第2子）は元ズットズレテルズボーカルのドカットカットとして音楽活動をしていたが、2015年2月14日、草刈の個人事務所として使用している東京都渋谷区のマンションの一室から転落する事故により、23歳で死去した[33][34]。
- 1978年には芸能人の所得番付で1位となった[35]。
- 名字の「草刈」にあやかり、マキタの充電式草刈機のCMにも出演（娘の紅蘭とも共演）。草刈の認知度の高さは、筑水キャニコムが2001年グッドデザイン賞を受賞した商品・草刈機に「まさお」と命名したことからも窺える。
- 少年時代に野球部員として活動したこともあり、西鉄ライオンズが故郷・福岡を本拠地にしていた当時は西鉄ファンだった。
- 『汚れた英雄』のレースシーン撮影ではスタントマンとして現役レーサー・平忠彦が用意されていたが、ライディングシーンの一部は実際に草刈がレーシングマシン『TZ500』を走行させた。
- 2004年のテレビドラマ「ケータイ刑事 銭形シリーズ」では、『華麗なる刑事』の役柄と同じ「ロス」こと高村一平の役名のままで出演。
- NHK北九州放送局が開局80周年を迎えた2011年は、アナログテレビジョン放送が完全終了することもあり、『美の壺』のレギュラーでもあった草刈を主役に起用した独自のキャンペーンドラマが制作され、同年2月14日に放送を開始した。
- 自ら「面倒くさがり」と自認しておりオフの日も「出不精でウチでゴロゴロ、ボーーっとしている」とインタビューで発言している[要出典]。
- 最大の趣味はテニス[36] で、2016年3月から開始した公式ブログ[37] でもテニス姿のオフショットを掲載することがたびたびある[38][39]。
- 先述の通りデビュー時は甘いルックスで人気となったが、若い頃にある人から「あなたはニ枚目だから、人の3倍努力しないと演技力を認めてもらえない」と指摘され、役者としては「このままでは埋もれてしまう」と苦悩したこともあった[8]。

## 両親
母は草刈スエ子、父はノースカロライナ州出身のアメリカ軍人ロバート・H・トーラー。父について、スエ子は正雄に「正雄を妊娠していた最中に朝鮮戦争で戦死した」と伝えており、長い間多くのプロフィールでもそのように紹介されていた。母がシングルマザーとして正雄を育て、スエ子がロバートの写真を全部処分したため、正雄は父の顔を見たことがなかった。正雄は生活の中で母子家庭の厳しさを感じることはあったが、母と二人の暮らしが確立しており、父に会いたいと思うこともあまりなく、中学生のときに伯父から父の生存を聞かされたが、その事実を淡々と受け止めたという。また正雄は、スエ子はロバートを良く褒めていたと語っている。
正雄が古稀を迎えた2023年に、NHKから『ファミリーヒストリー』で取り上げることを打診されると、2010年に母が他界していたことや、子どもたちから「ルーツを知りたい」と背中を押されて出演を承諾。2023年8月14日に放送された。番組による調査で、母が若いころ車掌をしていたこと、父はアメリカ空軍・第1航空郵便隊第24分遣隊の二等軍曹で、福岡の築城基地に配属されていたこと、二人の出会い、1951年に羽田基地へ配属され東京で同棲しスエ子は正雄を身ごもったこと、二人でアメリカに行くことを考えていたが叶わず、ロバートだけがアメリカに帰国し、彼は別の女性と結婚したこと、2013年、83歳まで生存していたこと等が判明した。
番組の反響が大きく、「ギャラクシー賞」テレビ部門の月間賞を受賞している。2023年12月29日『ファミリーヒストリー 草刈正雄特別編〜アメリカへ 決意の旅路〜』が放送され、番組内で正雄は渡米し、番組の調査で判明した父方の血縁と対面した。

## 出演

### テレビドラマ
- トリプル捜査線（1973年、フジテレビ） - 水木 役
- 大河ドラマ（NHK総合）
  - 風と雲と虹と（1976年） - 鹿島玄明 役[44]
  - 花の乱（1994年） - 日野勝光 役
  - 毛利元就（1997年） - 桂広澄 役
  - 義経（2005年） - 平知康 役
  - 篤姫（2008年） - 阿部正弘 役
  - 江〜姫たちの戦国〜（2011年） - 本多正信 役
  - 真田丸（2016年） - 真田昌幸 役
- 日曜劇場（TBS）
  - 手帳（1976年）
  - 白い闇（1977年） - 高瀬俊吉 役
  - 遠いわかれ（1978年）
  - うさぎ、はねた!（中部日本放送、1984年）
  - 愛ふたたび（1992年）
  - 愛はふしぎ（1992年）
  - 冗談じゃない!（2007年）
- ほんとうに（1976年、TBS） - 浜川南平 役
- 華麗なる刑事（1977年、フジテレビ） - 主演・高村一平 役
- 新選組始末記（1977年、毎日放送） - 沖田総司 役
- 家族（1977年、TBS） - 館野重夫 役
- 土曜ワイド劇場（テレビ朝日）
  - 青春の荒野（1978年） - 主演
  - 樋口弁護士の悪女シリーズ - 主演・樋口弁護士 役
    - 悪女に四本のバラ 美しい女社長をめぐる完全犯罪（1987年）
    - 悪女はラベンダーの香り（1988年）

  - 花嫁の鮮やかな完全犯罪（1993年）
  - スーパーエステの死美人 まじめ警部補とかたやぶり刑事（2000年） - 寝占清 役
  - 狩矢父娘シリーズ1（2000年） - 杉下昭夫 役
  - 100の資格を持つ女〜ふたりのバツイチ殺人捜査〜（朝日放送、2008年 -  2017年） - 小山田雄策 役
- 土曜ドラマ（NHK総合） 
  - 十字路（1978年） - 田口祥平 役 ※鎌田敏夫シリーズ
  - 追跡 妻たちの反乱（1983年） - 主演・生島雄介 役
  - 夫婦善哉（2013年8月 - 9月） - 草楽 役
  - 一橋桐子の犯罪日記（2022年10月8日 - 11月5日）- 三笠隆 役
  - 探偵ロマンス（2023年1月21日 - 2月11日） - 白井三郎 役[45]
- 日本巖窟王（1979年、NHK） - 主演・葵月之介 役
- プロハンター（1981年、日本テレビ） - 主演・竜崎駿介 役
- 月曜劇場「骨肉の森」（1981年、テレビ朝日） - 主演
- 鞍馬天狗（1981年、TBS） - 主演・鞍馬天狗 役
- 鹿鳴館物語（1984年、日本テレビ）
- 激愛・三月までの…（1984年、TBS） - 主演・佐久田万平 役（三田寛子とW主演）
- 水曜ロードショー「ロス市警アジア特捜隊」（1984年、日本テレビ） - 主演・ジミー・オハラ 役
- NHK新大型時代劇「真田太平記」（1985年、NHK総合） - 真田幸村 役
- 女と女 華やかな春（1987年1月3日、フジテレビ） - 岡一之 役
- 火曜サスペンス劇場（日本テレビ）
  - 三日間の悪夢「新婚の妻が突然消えた！残されたピンクのドレスと黒い靴の謎」（1988年） - 主演
  - 松本清張作家活動40周年記念ドラマ・けものみち（1991年） - 小滝英正 役
  - 警部補 佃次郎19 妻の秘密（2004年4月13日） - 中村洋介 役
- 隣の未亡人とおかしな二人（1988年、テレビ朝日）
- 土曜ドラマスペシャル「ロマンチック街道 恋に落ちて」（1988年、TBS） - 主演
- 悪い奴は眠らない（1988年、フジテレビ） - 大滝慎司 役
- 男と女のミステリー（フジテレビ）
  - ロマンスに弱いの（1989年）
  - イスタンブール 黒いヴェールの女（1990年）
  - 殺意の囁き（1990年）
- 新春ミステリースペシャル（フジテレビ）
  - 花迷宮-昭和異人館の女たち-（1990年）
    - 花迷宮 上海から来た女（1991年）
- キモチいい恋したい!（1990年、フジテレビ） - 秋山達彦 役
- 月曜ドラマスペシャル（TBS）
  - 山岳救助犬ララ（1990年・1991年） - 主演・西城 役
  - 女子大生ホステス名探偵 華やかな密室殺人（1992年・1993年） - 北川信彦 役
  - 湯けむり仲居純情日記6（1996年） - 立花良三 役
- 世にも奇妙な物語（フジテレビ）
  - ズンドコベロンチョ（1991年） - 主演・三上修二 役
  - 食べ過ぎた男（1992年） - 主演・大木研一 役
- 木曜ドラマ（テレビ朝日）
  - 外科病棟女医の事件ファイル（1991年） - 小暮京介 役
  - 動物のお医者さん（2003年） - 菅原教授 役
  - 緊急取調室（2014年1月 - 3月） - 郷原政直 役[46]
  - ドクターX〜外科医・大門未知子〜 第5期（2017年10月 - 12月） - 内神田景信 役[47]
- 金曜ドラマシアター（フジテレビ）
  - 緋牡丹マンション 母VS暴力団VS住民VSチンピラVS警察大混戦（1992年）
  - 銀座ママ亜弥子の日記「美人ホステス謎の失そう事件!!欲望の街に漂う殺人の香り」（1992年）
- if もしも「あるフェミニスト課長の秘書選び 美人かブスか」（1993年、フジテレビ） - 主演
- 月10枠（関西テレビ）
  - サスペンス明日の13章「小さな王国 女教師を狙う悪魔の転校生」（1993年）
  - サスペンス・魔「幻の女・闇に消えたアリバイ」（1993年）
- じゃじゃ馬ならし（1993年、フジテレビ） - 久保田勝二 役
- 四匹の用心棒V かかし半兵衛無頼旅（1993年、テレビ朝日） - 早川一馬 役
- N45°第3話「情熱の荒野」（1994年、WOWOW）
- 月曜ドラマ・イン（テレビ朝日）
  - 南くんの恋人（1994年） - 堀切信太郎 役
    - 南くんの恋人スペシャル もうひとつの完結編（1995年4月10日）

  - イグアナの娘（1996年） - 青島正則 役
  - おそるべしっっ!!!音無可憐さん（1998年） - 音無秀樹 役
  - 可愛いだけじゃダメかしら?（1999年） - 香坂道彦、音無秀樹 役（二役）
- 木曜劇場（フジテレビ）
  - グッドモーニング 第1話（1994年） - 天野憲一 役（特別出演）
  - カエルの王女さま 第1話・第10話（2012年4月12日・6月14日） - ピート佐藤 役
- BSスペシャル「新宿鮫 無間人形」（1995年、NHK BS2） - 原田昇 役
- うちの母ですが…（1995年、テレビ朝日） - 牧村亮 役
- 連続テレビ小説（NHK総合）
  - 走らんか!（1995年） - 岡村繁 役
  - 私の青空（2000年） - 雨宮次郎 役
    - 月曜ドラマシリーズ「私の青空2002」（2002年） - 雨宮次郎 役

  - なつぞら（2019年） - 柴田泰樹 役[48]
  - ちむどんどん（2022年） - 大里五郎 役
- 水曜劇場「古畑任三郎」第2シーズン 第16回（1996年、フジテレビ） - 乾研一郎 役
- 3番テーブルの客（1996年、フジテレビ）
- 金曜エンタテイメント「ド借金夫婦の名推理」（1998年、フジテレビ） - 主演（室井滋とW主演）
- 金曜時代劇（NHK総合）
  - スキッと一心太助（1999年） - 松前屋五郎兵衛 役
  - 御宿かわせみ - 神林通之進 役
    - 第一章（2003年）
    - 第二章（2004年）
    - 第三章（2005年）
- ドラマ愛の詩「エスパー魔美」（2002年、NHK教育） - 佐倉十朗 役
- 女と愛とミステリー 城下町旅情サスペンス「金沢能登殺人周遊」（2002年、テレビ東京・BSジャパン）
- 金曜ナイトドラマ（テレビ朝日）
  - ツーハンマン（2002年） - マイケル寺岡 役
  - アンナさんのおまめ（2006年） - 桃山龍一郎 役
  - 民王（2015年7月 - 9月） - 蔵本志郎 役[49]
- 火曜ドラマゴールド「大女優殺人事件」（2007年、日本テレビ） - 住田亨 役
- 伝説のマダム（2003年、読売テレビ） - 森田善之助 役
- 愛するために愛されたい（2003年、TBS） - 蓮見孝一郎 役
- NHK夜の連続ドラマ「帰ってきたロッカーのハナコさん」（2003年、NHK総合） - 中務公宣 役
- ケータイ刑事 銭形シリーズ（BS-i） - 高村一平 役
  - ケータイ刑事 銭形泪 2ndシリーズ（2004年）
  - ケータイ刑事 銭形零 1stシリーズ（2004年）
  - ケータイ刑事 銭形雷 2ndシリーズ（2006年）
  - ケータイ刑事 銭形海 1stシリーズ（2007年）
- ウルトラQ dark fantasy（2004年、テレビ東京） - 渡来角之進 役
- 木曜時代劇「次郎長背負い富士」（2006年、NHK総合） - 大政 役
- モンスターペアレント （2008年7月 - 9月、関西テレビ） - 城山幸太郎 役
- 東京少女 草刈麻有 第1話「もうひとりの私」（2008年10月4日、BS-i） - 伊集院修 役
- 正月ドラマ「福家警部補の挨拶〜オッカムの剃刀〜」（2009年1月2日、NHK総合） - 柳田嘉文 役
- 水曜ドラマ「キイナ〜不可能犯罪捜査官〜」（2009年1月 - 3月、日本テレビ） - 御手洗修司 役
- アタシんちの男子（2009年4月 - 6月、フジテレビ） - 大蔵新造 役 ※特別出演
- ドラマ8「ROMES/空港防御システム」（2009年10月-12月、NHK総合） - 閑野忠直 役
- 古代史ドラマスペシャル 大仏開眼（2010年4月、NHK総合） - 葛城王 役
- 2夜連続 松本清張スペシャル 球形の荒野（2010年11月26日・27日、フジテレビ） - 滝良精 役
- スペシャルドラマ 坂の上の雲 （2010年12月、NHK総合） - 加藤友三郎 役
- ありがとう、アナログ! （2011年、NHK北九州）
- 名探偵コナン 工藤新一への挑戦状〜怪鳥伝説の謎〜（2011年4月15日、日本テレビ） - 和倉勇海 役
- 金曜ドラマ「恋愛ニート〜忘れた恋のはじめ方」第9話（2012年3月16日、TBS） - 中里圭吾 役
- PRICELESS〜あるわけねぇだろ、んなもん!〜 第4話（2012年11月12日、フジテレビ） - 広瀬社長 役
- プレミアムドラマ（NHK BSプレミアム）
  - ただいま母さん（2013年2月24日） - 源一郎 役[50]
  - モンローが死んだ日（2019年1月6日 - 27日） - 高橋智之 役
- 抱きしめたい! Forever（2013年10月1日、フジテレビ） - 瀬戸恭一郎 役[51]
- 水曜ミステリー9「カメラマン亜愛一郎の迷宮推理」（2013年11月13日、テレビ東京） - 一ノ瀬純一 役[52]
- 赤と黒のゲキジョー「上流階級〜富久丸百貨店外商部〜」（2015年1月16日、フジテレビ） - 葉鳥士朗 役[53]
- 金曜ロードSHOW!特別ドラマ企画「結婚に一番近くて遠い女」（2015年3月6日、日本テレビ） - 別府哲郎 役[54]
- ドラマ10 （NHK総合）
  - 美女と男子（2015年4月 - 8月） - 斑目晴彦 役[55]
  - 正直不動産（2022年4月5日 - 6月7日） - 登坂寿郎 役[56]
    - 正直不動産スペシャル（2024年1月3日、NHK総合・NHK BSプレミアム4K） - 登坂寿郎 役[57][58]
    - 正直不動産2（2024年1月9日 - 3月12日）[58]
- 放送90年ドラマ 経世済民の男 小林一三（2015年09月05日・12日、NHK総合） - 高橋義雄 役
- プレミアムよるドラマ「幕末グルメ ブシメシ!」（2017年1月 - 2月、NHK BSプレミアム / 6月 - 7月、NHK総合「土曜ドラマ」（拡大版）） - 松平茂照（哀川滲助） 役[59]
  - 幕末グルメ ブシメシ!2（2018年1月 - 2月、NHK BSプレミアム /2019年1月 - 3月、NHK総合「土曜時代ドラマ」（拡大版））[60]
- 最上の命医 2017（2017年8月23日、テレビ東京） ‐ 手塚義富 役[61]
- NHK正月時代劇「風雲児たち〜蘭学革命（れぼりゅうし）篇〜」（2018年1月1日、NHK総合） - 田沼意次 役[62]
- 日曜ワイド「写楽ホーム凸凹探偵団」（2018年3月18日、テレビ朝日） - 主演・若月軍平 役
- 68歳の新入社員（2018年6月18日、関西テレビ） - 主演・仁井本和夫 役[63]
- 土曜ドラマ「イノセンス 冤罪弁護士」（2018年1月19日 - 3月23日、日本テレビ） - 黒川真 役[64]
- 連続ドラマW「オペレーションZ〜日本破滅、待ったなし〜」（2020年3月 - 4月、WOWOW） - 主演・江島隆盛 役[65]
- 逆転弁護士・水木邦夫 〜声なき叫び〜（2020年3月9日、TBS） - 主演・水木邦夫 役
- 火曜ドラマ「おカネの切れ目が恋のはじまり」（2020年9月15日 - 10月6日、TBS） - 猿渡富彦 役
- ドラマパラビ「おじさまと猫」（2021年1月6日 - 3月25日、テレビ東京） - 主演・神田冬樹 役[66]
- SDGsミニドラマ EP3：「Kintsugi -The Art of Repair」（邦題：修復の美）（2021年11月10日、NHK総合）[67]

### 映画
- 卑弥呼（1974年、表現社 / ATG） - タケヒコ 役
- 神田川（1974年、国際放映 / 東宝） - 主演・上条真 役
- 青葉繁れる（1974年、東宝） - 俊介 役
- 沖田総司（1974年、東宝） - 主演・沖田総司 役
- エスパイ（1974年、東宝） - 三木次郎 役[3]
- 若大将シリーズ（東宝） - 主演・梅野正三 役（三代目若大将[3]）
  - がんばれ!若大将（1975年）
  - 激突!若大将（1976年）
- 櫛の火（1975年、東宝） - 主演・広部 役（ジャネット八田、桃井かおりとトリプル主演）
- 喜劇 百点満点（1976年、東宝） - 原田庸太郎 役
- あにいもうと（1976年、東宝） - 主演・伊之吉 役（秋吉久美子とW主演）
- 火の鳥（1978年、東宝） - 天弓彦 役
- 病院坂の首縊りの家（1979年、東宝） - 日夏黙太郎 役
- 戦国自衛隊（1979年、角川春樹事務所） - 正吉 役
- 復活の日（1980年、角川春樹事務所 / TBS） - 主演・吉住周三 役
- ええじゃないか（1981年、今村プロ / 松竹） - イトマン 役
- 汚れた英雄（1982年、角川春樹事務所 / 東映） - 主演・北野晶夫 役
- 湾岸道路（1984年、東北新社 / 幻燈社） - 主演・杉本健介 役（樋口可南子とW主演）
- 白い野望（1986年、東映） - 東堂啓輔 役
- 塀の中のプレイボール （1987年、松竹） - 主演・水田順一 役
- 風の又三郎 ガラスのマント （1989年、朝日新聞社 / 東急エージェンシー / 日本ヘラルド映画） - 又三郎の父 役
- 誘惑者（1989年、フジテレビ） - 外村一彦 役
- 妖怪天国 ゴースト・ヒーロー（1990年、ポニーキャニオン） - 安達覚 役
- 稲村ジェーン（1990年、アミューズ/ビクター音楽産業/東宝） - 骨董屋の主人 役
- 新極道の妻たち 覚悟しいや（1993年、東映ビデオ/東映） - 野木高明 役
- くまちゃん（1993年、ポニーキャニオン） - 主演・石室昭雄 役
- XX（ダブルエックス） 美しき凶器（1993年、東映ビデオ/東映）
- 水の中の八月（1995年、「水の中の八月」製作委員会） - イルカの指導員 役
- 白痴（1999年、手塚プロ/松竹） - 木枯 役
- 極道の妻たち 地獄の道づれ（2001年、東映/東映ビデオ） - 千田勝紀 役
- ULTRAMAN（2004年、円谷プロ/バンダイ/松竹） - 万城目 役
- ブラックキス（2004年、アルゼ/アップリンク）- 鹿山龍生 役
- ケータイ刑事 銭形シリーズ（BS-i） - 高村一平 役
  - ケータイ刑事 THE MOVIE バベルの塔の秘密〜銭形姉妹への挑戦状（2006年）
  - ケータイ刑事 THE MOVIE2 石川五右衛門一族の陰謀〜決闘!ゴルゴダの森（2007年）
- 0093 女王陛下の草刈正雄（2007年、CinemaDrive） - 主演・草刈正雄（本人）/0093 役
- 歌うヒットマン!（2011年、CinemaDrive） - 主演・桐生潤一郎（JK） 役
- この空の花 長岡花火物語（2012年、「長岡映画」製作委員会/PSC） - 花形十三朗 役
- 篤姫ナンバー1（2012年、篤姫ナンバー1製作委員会/シナジー/アーク・フィルムズ） - 藤山英二 役
- 体脂肪計タニタの社員食堂（2013年、「体脂肪計タニタの社員食堂」製作委員会/角川映画） - 谷田卯之助 役
- 体操しようよ（2018年、東急レクリエーション） - 主演・佐野道太郎 役
- 記憶にございません!（2019年、東宝） - 鶴丸大悟 役
- 大河への道（2022年5月20日、松竹） - 千葉県知事/徳川家斉 役[68]
- キングダム 大将軍の帰還（2024年7月12日、東宝 / ソニー・ピクチャーズ エンタテインメント） - 昭王 役[69]
- 劇場版「緊急取調室 THE FINAL」（2025年12月26日公開予定、東宝） - 郷原政直 役[70][71]

### オリジナルビデオ
- 名のない男 破壊!（1991年、東映ビデオ） - 主演・私
- 極道弁護士 綾小路春彦（1994年、ビデオチャンプ） - 主演・綾小路春彦
- ブラック・ジャック3 ふたりの黒い医者（1996年、バンダイビジュアル） - ドクター・キリコ
- 実録・日本やくざ烈伝 義戦（昇龍編・昇華編）（2001年、プレイビルドーダサービス）全2作 - 清水春日
- 民事介入暴力 非合法領域（2002年、ミュージアム） - 船田法律事務所 所長 船田
- 実録・史上最大の抗争 義絶状（2002年、GPミュージアム） - 山辰組組長 山脇辰一
  - 実録・史上最大の抗争 義絶状（2002年） - 三代目山王会筆頭若頭補佐 山辰組組長
  - 実録・史上最大の抗争 義絶状2 （2002年） - 丸和会会長 山辰組組長

### 舞台
- ドラキュラ その愛 （1984年）
- 黒蜥蜴 （1986年） - 明智小五郎
- ミュージカル ビクター・ヴィクトリア（1990年1991年）
- キャバレー （1993年）
- 夢幻にて候 （1996年）
- ヴィクター・ヴィクトリア （1997年）
- マイ・フェア・レディ （1997年 - 1999年、2004年） - ヒギンズ教授
- シュガー （1998年、日生劇場） - ジョー
- 花迷宮（1998年）
- アンネの日記
- 34丁目の奇跡〜Here's Love〜 （1998年） - フレッド・ゲイリー
- 花の天勝
- ワルツが聞こえる？
- 男の花道 （2001年）
- パナマ・ハッティー （2002年）
- 奥さまの冒険 〜わたしバカよね〜 （2002年）
- 音楽活劇 レディ・ゾロ （2004年）
- 音楽劇 エターナリー 〜変わりゆく街の変わらぬ約束〜 （2004年、第19回国民文化祭/ふくおか2004）
- 最悪な人生のためのガイドブック （2005年）
- 笠置シヅ子物語 わが歌ブギウギ （2006年）
- 越路吹雪物語 （2006年）
- ケータイ刑事 銭形海 ついに舞台だ〜演劇者殺人事件 （2007年）
- ローズのジレンマ （2008年、ルテアトル銀座、シアタードラマシティ） - ウオルシュ
- ミー&マイガール （2009年、帝国劇場） - ジョン卿
- 朗読座プロデュース 第1回演劇公演 日本の面影 （2012年、俳優座劇場）
- 君となら〜Nobody Else But You （2014年、PARCO劇場） - 小磯国太郎
- 日本の面影（2014年） - 主演・小泉八雲

### 吹き替え
- ベスト・フレンズ・ウェディング（2000年、日本テレビ） - ジョージ・ダウンス（ルパート・エヴェレット）
- ポワゾン（2002年） - 主演・ルイス・バーガス（アントニオ・バンデラス）※ソフト版
- WALL・E/ウォーリー（2008年、東宝） - 艦長（ジェフ・ガーリン）
- オリエント急行殺人事件（2017年、20世紀フォックス映画） - 主演・エルキュール・ポアロ（ケネス・ブラナー）[72]
- 皇帝ペンギン ただいま（フランス語版）（2018年） - 日本語版ナレーション[73]

### ラジオ
- 草刈正雄の空が少しずつ （1977年 - 1978年、ニッポン放送『大入りダイヤルまだ宵の口』内）

ラジオドラマ
- ぼんくら・日暮らし（2005年10月 - 2006年3月、ABCラジオ） - 湊屋総右衛門 役

### ドキュメンタリー
- ファミリーヒストリー（2023年8月、NHK総合）- 実父の米国帰国の事実と素姓、親族が70年越しに明らかになった。ギャラクシー賞・2023年8月度の月間賞に選出された[74][75]。

### バラエティ
- SAMURAI5（2006年10月、日本テレビ） - ゲーム大会の主催者
- サラリーマンNEO（NHK総合） - セクスィー常務
  - Season3-21 セクスィー部長#17（2008年）
  - Season4（2009年9月）
- 世界の果てまでイッテQ!（日本テレビ）

### 歌番組
- サンデーヒットパレード（1971年 - 1973年、日本テレビ）
- NHK紅白歌合戦（NHK総合・ラジオ第1）
  - 第27回（1976年12月31日） - 白組応援団長
  - 第67回（2016年12月31日） - ゲスト審査員

### 旅番組
- 九州沖縄スペシャル「武田鉄矢のただいま!」（2010年4月9日、NHK九州沖縄）

### 教養番組
- エコラボ〜もったいない博士の異常な愛情（2007年4月、フジテレビ） - もったいない博士
- 美の壺（2009年 - 、NHK総合） - ナビゲーター
- JNN企画大賞「ひらめき!近未来食堂〜フード革命で世界を救え〜」（2017年1月21日、山陽放送（JNN28局ネット）） - ナビゲーター

### CM
- アサヒビール「博多蔵出し生ビール」
- 資生堂（1970年 - 1985年）
- 江崎グリコ「アーモンドチョコレート」（1972年）
- ロッテ（1975年 - 1981年）
- トヨタ自動車「チェイサー」（1977年 - 1981年）[76]
- リコー「リクォーツ」（1978年）
- ニッカウヰスキー「ハイニッカデラックス」（1978年 - 1981年）
- ダイドードリンコ「ダイドーブレンドコーヒー」（1979年 - 1980年）
- 参天製薬 「新サンテドウ」（1982年 - 1985年）
- 東芝
  - CORE FSファイン（1983年 - 1985年）
  - ビュースター（1983年 - 1984年）
- フタタ「紳士服のフタタ」（1987年 - 1989年）
- 日立製作所「HITAC」（1989年）
- マツダ 「ファミリア」（1994年）
- 日清食品「桃金ラーメン」（1995年 - 1996年）[77]
- セガ「スーパーモンキーボール」（2001年）
- 大塚製薬「ポカリスエット ステビア」（2001年 - 2002年）
- アリコジャパン「よくばり保険60」（2004年 - 2005年）
- バイエル薬品「ED治療啓発キャンペーン」（2004年 - 2006年）
- キリンビール「スパークリングホップ」（2007年 - 2008年）
- 富士通「らくらくホンプレミアム」（2008年）
- ユーキャン「聴いて楽しむ日本の名作」（2010年 - 2011年）
- サントリー食品インターナショナル「黒烏龍茶」（2010年） - ハンサム部長 ※声のみ
- マキタ「充電式草刈機 MUR142UD/MUR182UD」（2013年 - 2014年）
- ダスキン「ミスタードーナツ」（2016年）[78]
- ジュピターテレコム「JCOM」（2016年）
- スズキ
  - ワゴンR（2017年 - 2021年）
  - キャリイ（2019年 - 2020年）
  - スペーシア（2021年）
- エドワードライフサイセンス「心臓弁膜症」（2019年 - 2021年）
- 東建コーポレーション（2019年 - 2020年）
- 養命酒製造「薬用養命酒」
  - 「希望の朝」篇（2020年7月1日 - ）[79]
  - 「冬の気配篇」篇（2020年10月24日 - ）[80]
  - 「養命先生のいる街、疲れ篇」篇（2021年6月1日 - ）[81]
  - 「養命先生のいる街、冬の冷え篇」篇（2021年10月23日 - ）[82]
  - 「養命先生のいる街、夏を乗りきる篇」篇（2022年6月1日 - ）[83]
  - 「養命先生のいる街、一歩、一歩、健康に」篇（2022年11月5日 - ）[84]　※撮影は、小湊鉄道で行われた
  - 「家族と野球」篇（2023年6月1日 - ）[85]
  - 「父と娘」篇（2023年11月1日 - ）[86]
- 了聞「アフターライフレジデンス 南麻布 了聞」（2021年）

## ディスコグラフィ

### シングル
| #                    | 発売日               | A/B面                | タイトル                 | 作詞                 | 作曲                 | 編曲                 | 規格品番             |
| ワーナー・パイオニア | ワーナー・パイオニア | ワーナー・パイオニア | ワーナー・パイオニア     | ワーナー・パイオニア | ワーナー・パイオニア | ワーナー・パイオニア | ワーナー・パイオニア |
| -------------------- | -------------------- | -------------------- | ------------------------ | -------------------- | -------------------- | -------------------- | -------------------- |
| 1                    | 1971年 6月           | A面                  | 地図にない街             | 尾中美千絵           | 宮川泰               | 宮川泰               | L-1022R              |
| 1                    | 1971年 6月           | B面                  | 旅立つ朝に               | 山上路夫             | 平尾昌晃             | 小谷充               | L-1022R              |
| 2                    | 1971年 10月          | A面                  | めぐり逢い               | 山上路夫             | 葵まさひこ           | 葵まさひこ           | L-1061R              |
| 2                    | 1971年 10月          | B面                  | 気まぐれ旅行             | 山上路夫             | 葵まさひこ           | 葵まさひこ           | L-1061R              |
| 3                    | 1973年 3月           | A面                  | ぼくの一番長い日         | 阿久悠               | 森田公一             | 馬飼野俊一           | L-1125R              |
| 3                    | 1973年 3月           | B面                  | 君に首ったけ             | 阿久悠               | 森田公一             | 馬飼野俊一           | L-1125R              |
| 4                    | 1973年 7月           | A面                  | 情熱のしぶき             | 阿久悠               | 森田公一             | 馬飼野康二           | L-1143R              |
| 4                    | 1973年 7月           | B面                  | 永すぎた春               | 阿久悠               | 森田公一             | 馬飼野康二           | L-1143R              |
| 東宝レコード         |                      |                      |                          |                      |                      |                      |                      |
| 5                    | 1976年 2月           | A面                  | ステーション             | うさみかつみ         | 鈴木邦彦             | 前田憲男             | AT-1137              |
| 5                    | 1976年 2月           | B面                  | 哀しみすわる部屋         | うさみかつみ         | 鈴木邦彦             | 前田憲男             | AT-1137              |
| 6                    | 1976年 9月           | A面                  | 哀しみは風になる         | 藤公之介             | 川口真               | 萩田光雄             | AT-4012              |
| 6                    | 1976年 9月           | B面                  | ジグソーパズル           | 藤公之介             | 川口真               | 萩田光雄             | AT-4012              |
| 7                    | 1976年 10月25日      | A面                  | ほんとうに               | 藤公之介             | 川口真               | 川口真               | AT-4019              |
| 7                    | 1976年 10月25日      | B面                  | 空が少しづつ             | 藤公之介             | 川口真               | 川口真               | AT-4019              |
| 8                    | 1977年 4月           | A面                  | センチメンタル・シティー | 藤公之介             | 川口真               | 川口真               | AT-4039              |
| 8                    | 1977年 4月           | B面                  | 風のようなあいつ         | -                    | 川口真               | 川口真               | AT-4039              |
| 9                    | 1978年 9月           | A面                  | 裸足のままの君がいい     | 津坂浩               | 小六禮次郎           | 雨宮健               | AT-4086              |
| 9                    | 1978年 9月           | B面                  | アドベンチャー・プラン   | 麻生香太郎           | 八角朋子             | 雨宮健               | AT-4086              |
| CBS・ソニー          |                      |                      |                          |                      |                      |                      |                      |
| 10                   | 1979年 10月          | A面                  | デューク                 | 阿久悠               | 芳野藤丸             | 大谷和夫             | 06SH-646             |
| 10                   | 1979年 10月          | B面                  | 鏡よ鏡                   | 麻生香太郎           | 八角朋子             | 大谷和夫             | 06SH-646             |

### アルバム
| 面 | No. | タイトル                            |
| -- | --- | ----------------------------------- |
| A  | 1   | テーマ (The Theme)                  |
| A  | 2   | ステーション                        |
| A  | 3   | 哀しみすわる部屋                    |
| A  | 4   | 季節外れの愛の歌                    |
| A  | 5   | レッド・サン                        |
| A  | 6   | もし君が...                         |
| B  | 1   | カム・オン・ベイビー (Come On Baby) |
| B  | 2   | いつしか君は                        |
| B  | 3   | おとぎ話                            |
| B  | 4   | 愛はメリーゴーランドの様に          |
| B  | 5   | ヘイ・ヘイ・ヘイ (Hey Hey Hey)      |
| B  | 6   | テーマ (The Theme)                  |

| 面 | No. | タイトル                        |
| -- | --- | ------------------------------- |
| A  | 1   | 草刈正雄のテーマⅡ               |
| A  | 2   | 翼                              |
| A  | 3   | 愛のそばに                      |
| A  | 4   | シルクのような海                |
| A  | 5   | あの日あの時                    |
| A  | 6   | プロポーズの唄                  |
| B  | 1   | この愛をあなたに                |
| B  | 2   | 哀しみは風になる                |
| B  | 3   | 空が少しづつ                    |
| B  | 4   | ジグソーパズル                  |
| B  | 5   | ほんとに                        |
| B  | 6   | 草刈正雄のテーマⅡ（フルサイズ） |

| 面 | No. | タイトル                                                                   |
| -- | --- | -------------------------------------------------------------------------- |
| A  | 1   | ぼくの一番長い日                                                           |
| A  | 2   | 地図にない街                                                               |
| A  | 3   | 情熱のしぶき                                                               |
| A  | 4   | めぐり逢い                                                                 |
| A  | 5   | 学生街の喫茶店                                                             |
| A  | 6   | この胸のときめきを                                                         |
| A  | 7   | 結婚しようよ                                                               |
| B  | 1   | アローン・アゲイン                                                         |
| B  | 2   | ガラスの部屋                                                               |
| B  | 3   | クロコダイル・ロック                                                       |
| B  | 4   | 君に涙とほほえみを                                                         |
| B  | 5   | ブラウド・メアリー                                                         |
| B  | 6   | 愛の休日                                                                   |
| B  | 7   | ロックンロール・メドレー 1. オー・キャロル 2. ダイアナ 3. ルイジアナ・ママ |

| 面 | No. | タイトル                                   |
| -- | --- | ------------------------------------------ |
| A  | 1   | バーボンシティドリンクス                   |
| A  | 2   | ジープコートを着て                         |
| A  | 3   | ウェストコーストウィンド                   |
| A  | 4   | 裸足のままの君がいい                       |
| A  | 5   | ニューヨーク・ステーキを食べにこないかい？ |
| A  | 6   | ビバユー                                   |
| B  | 1   | アドベンチャープラン                       |
| B  | 2   | ラブシャワー                               |
| B  | 3   | 夢の架け橋                                 |
| B  | 4   | アレキサンダーst 11PM                      |
| B  | 5   | 雨のダウンタウン                           |

| No. | タイトル                                                                   |
| --- | -------------------------------------------------------------------------- |
| 1   | ぼくの一番長い日                                                           |
| 2   | 地図にない街                                                               |
| 3   | 情熱のしぶき                                                               |
| 4   | めぐり逢い                                                                 |
| 5   | 学生街の喫茶店                                                             |
| 6   | この胸のときめきを                                                         |
| 7   | 結婚しようよ                                                               |
| 8   | アローン・アゲイン                                                         |
| 9   | ガラスの部屋                                                               |
| 10  | クロコダイル・ロック                                                       |
| 11  | 君に涙とほほえみを                                                         |
| 12  | ブラウド・メアリー                                                         |
| 13  | 愛の休日                                                                   |
| 14  | ロックンロール・メドレー 1. オー・キャロル 2. ダイアナ 3. ルイジアナ・ママ |
| 15  | 君に首ったけ                                                               |
| 16  | 永すぎた春                                                                 |
| 17  | ほんとうに                                                                 |

#### 関連アルバム
- 華麗なる刑事 MUSIC FILE （1993年12月21日、バップ VPCD-81040） - 「センチメンタル・シティ」を収録
- ケータイ刑事 THE MOVIE バベルの塔の秘密〜銭形姉妹への挑戦状 + TVシリーズ オリジナル・サウンドトラック（2006年2月1日、ヤマハミュージックコミュニケーションズ YCCW-10020） - 「高村一兵・バーボン刑事のテーマ」を収録

### タイアップ曲
| 年     | 楽曲                     | タイアップ |
| ------ | ------------------------ | --- |
| 1976年 | ほんとうに               | TBS系テレビドラマ「ほんとうに」主題歌                                                                                                   |
| 1976年 | 空が少しづつ             | TBS系テレビドラマ「ほんとうに」挿入歌 ニッポン放送大入りダイヤルまだ宵の口 番組内コーナー「草刈正雄の空が少しづつ」オープニング・テーマ |
| 1977年 | センチメンタル・シティー | フジテレビ「華麗なる刑事」エンディング・テーマ                                                                                          |

## 書籍

### 写真集
- 草刈正雄FIRST PHOTO BOOK（2017年5月10日、双葉社）[18][19]

### 単行本
- 『ありがとう! 僕の役者人生を語ろう』世界文化社、2020年7月。ISBN 978-4-418-20503-5。[87]
- 『人生に必要な知恵はすべてホンから学んだ』朝日新聞出版〈朝日新書〉、2020年8月。ISBN 978-4-02-295086-4。[88]

## 受賞
- エランドール 新人賞 （1975年）
- 第33回ベストジーニスト・協議会選出部門（2016年）[89]
- コンフィデンスアワード・ドラマ賞年間大賞・助演男優賞（『真田丸』）（2016年）
- 東京ドラマアウォード2017 助演男優賞（『真田丸』）（2017年）[90]
- 第75回NHK放送文化賞（2023年）[91]。